# Exarcado patriarcal de Jerusalén
El exarcado patriarcal de Jerusalén o de Jerusalén, Palestina y Jordania (en latín: Hierosolymitanus) es una circunscripción eclesiástica de la Iglesia católica en Tierra Santa. Se trata de un exarcado patriarcal sirio, inmediatamente sujeto al patriarca de Antioquía de los sirios. Desde el 28 de marzo de 2020 su exarca patriarcal es el obispo Camil Afram Antoine Semaan.

## Territorio y organización
El exarcado patriarcal tiene 116 120 km² y extiende su jurisdicción sobre los fieles católicos de rito antioqueno sirio residentes en Israel, Jordania y los Territorios Palestinos. Los fieles se concentran en las ciudades de Jerusalén, Jaffa, Lod, Haifa, Belén y Amán.
La sede del exarcado patriarcal se encuentra en la ciudad de Jerusalén Este, en donde se halla la iglesia de Santo Tomás, que funciona como catedral.
En 2020 en el exarcado patriarcal existían 3 parroquias:
- Santo Tomás, en Jerusalén Este
- San José, en Belén
- Inmaculada Concepción, en Amán

## Historia
Hubo dos diócesis ortodoxas siríacas estables en Palestina entre los siglos VIII y XII, una para la región del Golán y la otra para Jerusalén. Los obispos sirio-ortodoxos de Golán residieron en Paneas, la ciudad clásica de Cesarea de Filipo, durante los siglos VII y VIII; y en Tiberíades en los siglos IX, X y XI. Jerusalén fue la sede de un obispo ortodoxo siríaco al menos desde el siglo VIII. Durante la mayor parte del período cubierto por las listas de Miguel el Sirio, ambas diócesis tuvieron obispos metropolitanos. La diócesis de Tiberíades caducó en el siglo XII, pero la diócesis de Jerusalén, cuyos obispos pueden haber residido en Trípoli durante varias décadas después de la reconquista de Jerusalén por los musulmanes en 1240, parece haber persistido hasta el siglo XIV. Una breve diócesis siríaco ortodoxa también se estableció en el bastión cruzado de Acre en el siglo XIII, que sin duda terminó después de la caída de Acre ante los mamelucos en 1291.
En 1662 existía un metropolitanato sirio ortodoxo en Jerusalén, ya que Gregorio Pedro Shahbaddin fue nombrado su metropolitano por el sínodo de la Iglesia ortodoxa siríaca. En 1677 Shahbaddin fue elegido como patriarca de Antioquía por la facción procatólica. El metropolitanato continuó como archieparquía católica con Grégoire Isho (Josue) como archieparca de Jerusalén desde abril de 1678, quien viajó a Roma en 1696 acompañando al patriarca. La sede sufrió las vacancias debidas a las persecuciones en el Imperio otomano por el patriarca sirio ortodoxo. En 1810 fue elegido archieparca de Jerusalén Grégoire Butros Jarweh, quien el 25 de febrero de 1820 fue elegido patriarca de Antioquía como Ignacio Pedro VII Jarweh. Fue sucedido por Grégoire Elías en 1811 y por Grégoire Issa Mahfouz en 1826. En 1837 quedó definitivamente vacante y suprimida de hecho.
El sultán otomano Abdülmecit I el 6 de mayo de 1845 reconoció los derechos civiles del patriarcado católico sirio de Antioquía en Jerusalén y Tierra Santa con todos los derechos de exención de tasas e impuestos. 
El vicariato patriarcal de Jerusalén fue erigido en 1890. La residencia del vicario patriacal sufrió diversas vicisitudes: primero cerca de la puerta de Damasco en Jerusalén, fue transferida a Belén en 1948, para regresar a Jerusalén en 1965. Solo en 1973 el exarca estableció su residencia en la vía de los Caldeos, donde en 1986 se construyó la iglesia de Santo Tomás y los anexos Foyer Saint Thomas y el centro juvenil.
En 1991 el vicariato patriarcal fue elevado a la categoría de exarcado patriarcal.

## Estadísticas
Según el Anuario Pontificio 2021 el exarcado patriarcal tenía a fines de 2020 un total de 5341 fieles bautizados.
| Año                                                                             | Población            | Población | Población      | Sacerdotes | Sacerdotes    | Sacerdotes    | Bautizados por sacerdote | Diáconos permanentes | Religiosos | Religiosos | Parroquias |
| Año                                                                             | Bautizados católicos | Total     | % de católicos | Total      | Clero secular | Clero regular | Bautizados por sacerdote | Diáconos permanentes | Varones    | Mujeres    | Parroquias |
| ------------------------------------------------------------------------------- | -------------------- | --------- | -------------- | ---------- | ------------- | ------------- | ------------------------ | -------------------- | ---------- | ---------- | ---------- |
| 1998                                                                            | 10 298               | ?         | ?              | 3          | 2             | 1             | 3432                     | 1                    | 1          | 3          | 3          |
| 2005                                                                            | 1550                 | ?         | ?              | 1          | 1             |               | 1550                     | 1                    |            | 2          | 3          |
| 2011                                                                            | 1506                 | ?         | ?              | 2          | 2             |               | 753                      | 1                    |            | 2          | 3          |
| 2012                                                                            | 1506                 | ?         | ?              | 2          | 2             |               | 753                      | 1                    |            | 2          | 3          |
| 2014                                                                            | 1100                 | ?         | ?              | 2          | 2             |               | 550                      |                      |            | 2          | 3          |
| 2015                                                                            | 4000                 | ?         | ?              | 2          | 2             |               | 2000                     |                      |            | 2          | 3          |
| 2018                                                                            | 5261                 |           |                | 3          | 2             | 1             | 1753                     | 1                    | 1          |            | 3          |
| 2020                                                                            | 5341                 | ?         | ?              | 3          | 2             | 1             | 1780                     | 1                    | 1          |            | 3          |
| Fuente: Catholic-Hierarchy, que a su vez toma los datos del Anuario Pontificio. |                      |           |                |            |               |               |                          |                      |            |            |            |

## Episcopologio
Archieparcas
- Grégoire Yasu Abd al-Ahad ibn Misr-Sah † (abril de 1678-?)

...
- Ignace Pierre Jarweh (Jaroue, Djarwé) † (1810-28 de enero de 1828 confirmado como patriarca de Antioquía de los sirios)

...
Vicarios patriarcales
- Moussa Sarkis (1892-?)
- Thomas Bahi (1904-?)
- Yacob Meiki (1923-?)
- Yohanna Mustekawi (1927-?)
- Ephrernm Haddad (1932-?)
- Yohanna Karoum (1948-?)
- Yacob Naoum (1959-?)
- Pierre Grégoire Abdel-Ahad (1979-1991 nombrado exarca patriarcal)

Exarcas patriarcales
- Pierre Grégoire Abdel-Ahad (1991-16 de febrero de 2001 electo patriarca de Antioquía)
- Grégoire Pierre Melki, (25 de febrero de 2002-20 de noviembre de 2019 retirado)
- Camil Afram Antoine Semaan, desde el 28 de marzo de 2020[nota 3][7]